# Glavat (naselje)
 Ovo je glavno značenje pojma Glavat (naselje). Za druga značenja pogledajte Glavat (Lastovo), Glavat (Mljet).
Glavat je naselje u Republici Hrvatskoj, na otočiću Glavatu u sklopu Vrhovnjaka. Upravno se nalazi u sastavu općine Lastovo, Dubrovačko-neretvanska županija. 

## Stanovništvo
Prema popisu stanovništva iz 2001. godine, naselje je bilo bez stanovnika.
| broj stanovnika |       |       |       |       |       |       |       | 14    | 2     | 17    | 5     | 7     | 3     | 9     |       |       |       |
|                 | 1857. | 1869. | 1880. | 1890. | 1900. | 1910. | 1921. | 1931. | 1948. | 1953. | 1961. | 1971. | 1981. | 1991. | 2001. | 2011. | 2021. |